# Adoptie in Nederland
Adoptie in Nederland als wettelijke vorm van gezinsvorming door het opnemen van een kind in het gezin bestaat in Nederland sinds 1956. Voor die tijd kregen adoptiekinderen niet dezelfde juridische status als biologisch eigen kinderen. Tot de jaren 70 kwamen geadopteerden vrijwel uitsluitend uit Nederland; sindsdien komt het overgrote deel uit ontwikkelingslanden. In 2010 waren er ongeveer 55.000 geadopteerden in Nederland. (Interlandelijke) adoptie kent verschillende juridische procedures. In Nederland moeten aspirant-adoptieouders verplicht een cursus volgen en schrijft de Raad voor de Kinderbescherming over hen een gezinsrapport, dat de basis vormt voor een eventuele beginseltoestemming van het Ministerie van Justitie.
In februari 2021 heeft de regering alle adopties uit het buitenland opgeschort, na het uitkomen van het Rapport Commissie onderzoek interlandelijke adoptie (commissie Joustra), waarin structurele ernstige misstanden in de Nederlandse adoptiecultuur worden gesignaleerd, die moeilijk te bestrijden zijn.  
In april 2022 maakte minister Weerwind van Rechtsbescherming bekend dat interlandelijke adopties weer mochten worden hervat. De regering wil de vier vergunninghouders laten opgaan in één 'publiekrechtelijke stichting' die onder toezicht staat van de minister voor Rechtsbescherming. Alleen adoptie van een kind uit Nederland, Hongarije, Zuid-Afrika, Lesotho, de Filipijnen, Taiwan of Thailand bleven mogelijk. Later dat jaar kwamen daar Portugal en Bulgarije bij.
In april 2024 verzocht de Tweede Kamer via de motie Van Nispen om interlandelijke adopties op termijn terug te brengen naar nul, waarop minister Weerwind besloot om geen interlandelijke adopties meer toe te staan, met uitzondering van de lopende zaken.

## Geschiedenis

### Joodse pleegkinderen
in november 1944 had Iet van Dijk een microfilm met de ontwerptekst 'Wetgeving oorlogspleegkinderen' bij zich, opgesteld door de samenwerkende ondergrondse groepen. De microfilm was bestemd voor de minister van Justitie die in Eindhoven resideerde. Van Dijk had de opdracht als officieel vertegenwoordigster van de ondergrondse, ook het Eindhovens comité voor het Joodse kind van deze ontwerptekst op de hoogte te stellen. 
Het begin van adoptie in Nederland in de juridische zin werd ingeluid door Gezina van der Molen. Zij zette, zonder dat ze dat toen besefte, de eerste lijnen van de huidige adoptiegedachte en heeft daarmee een stempel gedrukt op de uitwerking ervan. Van der Molen zorgde tijdens de Tweede Wereldoorlog ervoor dat veel Joodse kinderen konden onderduiken in protestantse families. Van der Molen en de toenmalige kinderwerkers - voorgangers van de maatschappelijk werkers - vonden dat deze taak niet langer bij de Joodse gemeenschap moest liggen, maar dat het een landelijke verantwoordelijkheid was om deze kinderen zo snel mogelijk onder te brengen.
Na de oorlog was het volgens Van der Molen een probleem om de identiteit van zowel de kinderen als de ouders te achterhalen. Uit voorzorg drong zij erop aan de ouders die hun kind hadden laten onderduiken de ouderlijke macht te ontzeggen. Dit vooral op aandringen van de niet-Joodse pleegouders. Er werd serieus gewerkt om dit vast te leggen in een wet (met vergelijkbare procedures die tegenwoordig worden gevolgd in sommige landen om moeders tot ‘anonieme’ afstandsverklaringen te dwingen). Door de protesten die hierop volgden, werd het uit de ouderlijke macht ontzetten teruggebracht tot ‘schorsing’ van de ouderlijke macht als de eigenlijke ouders niet binnen een maand na de bevrijding hun kinderen hadden opgeëist.
Van der Molen werd na de oorlog benoemd tot voorzitter van de Commissie Oorlogspleegkinderen (OPK). Joodse afgevaardigden mochten wel deelnemen aan die commissie, maar niet als institutioneel lid. Dit zorgde voor wantrouwen in de Joodse gemeenschap. De vrees voor een eenzijdige visie Van der Molen over het Joodse-kinderenvraagstuk was niet geheel ongegrond: zij vond namelijk dat als er sprake was van familiebinding, het kind moest verblijven bij de pleegouders waar het kind voor een deel opgegroeid was. In 2005 deelde de Utrechtse rechtbank deze mening nog steeds in de zaak van baby Donna. Die uitspraak was weliswaar gebaseerd op artikel 8 van het Europees Verdrag voor de Rechten van de Mens, maar Van der Molen formuleerde het nog concreter:
Als de pleegouders het kind gaarne willen houden en zij in staat zijn om het kind een opvoeding te geven overeenkomstig zijn aanleg en het milieu waaruit het stamt, als bovendien het kind geheel in het gezin is ingegroeid, dan willen wij die banden niet losrukken.
Dat dit niet bij iedereen in goede aarde viel, bleek later door de inmenging van onder andere hervormd predikant ds. J.J. Kalma uit Friesland. Hij vond dat Joodse kinderen thuishoorden in hun oorspronkelijk milieu. Kalma had door ervaringen met dergelijke geforceerde plaatsingen in zijn provincie een andere kijk gekregen en zag dat ondanks de goede intenties, Joodse kinderen niet goed gedijden in Friese protestantse gezinnen. Volgens Kalma hebben pleegouders geen recht op kinderen en kunnen zij dus geen claim of ‘eigendomsrecht’ leggen (via een adoptiewet in de maak) op kinderen van wie niet viel vast te stellen of hun ouders na de Holocaust bij eventuele terugkeer een beroep zouden doen op hun recht op ouderschap. Tevens is zijn uitspraak dat de Joodse kinderen werden geschaad door assimilatie in een protestants gezin, wellicht historisch en vooruitziend in kader van interculturele plaatsingen van kinderen, zoals in de 21e eeuw gangbaar is. Joop Vleeschhouwer blikte in 2004 terug op zijn verblijf bij een protestants gezin en verwoordde de interculturele frictie als volgt:
Ik was een kind van negen, jong en suggestibel. Op een gegeven moment wilde ik christen worden, net als de andere kinderen in de school met de Bijbel. Gelukkig waren mijn pleegouders verstandiger. Die zeiden: "Daar praten we na de bevrijding wel over met je ouders."
Ook diverse antropologen en geschiedkundigen hebben in de afgelopen decennia de conclusie getrokken dat interculturele adopties schadelijk zijn voor bepaalde geadopteerden. Ervaringen van geadopteerden ondersteunen deze conclusie. Zie ook problemen van geadopteerden.
Van der Molens repliek dat een mening over de problematiek rond assimilatie wel interessant was, maar dat er onvoldoende Joodse ouders waren die voor hun (eigen) kinderen konden zorgen, zette bij de Joodse gemeenschap kwaad bloed. Na verschillende conflicten over deze kwestie mochten de dossiers van de Joodse kinderen niet meer ingezien worden. Toen Van der Molen antisemitsche toespelingen deed, ontstond een onverzoenbaar conflict tussen haar en de Joodse gemeenschap. Dit conflict leidde ertoe dat ongeveer achthonderd kinderen terugkeerden naar hun Joodse families. Meer dan zevenhonderd kinderen kwamen (of bleven) in niet-Joodse gezinnen, waarvan een groot deel van gereformeerden huize was. Deze gezinnen zetten zich daarna in om de pleegzorg om te vormen in adoptie. In de jaren zeventig zouden de eerste groepen interlandelijk geadopteerden ook veelal in gereformeerde gezinnen worden opgenomen.

### De Adoptiewet 1956
In 1956 kreeg Nederland als een van de laatste landen in Europa een wettelijk geregelde adoptie (Burgerlijk Wetboek Boek 1). Adoptie werd vanaf toen als kinderbeschermingsmaatregel juridisch geformaliseerd. Sindsdien werden er ruim 55.000 kinderen geadopteerd (dit cijfer is gecorrigeerd voor stiefouderadopties; deze zijn in 1979 mogelijk gemaakt door de wet), waarvan ruim 38.000 kinderen in het buitenland geboren zijn en ruim 16.000 in Nederland. Sinds 1998 zijn de regels voor interlandelijke adoptie in Nederland gebaseerd op het Haags Adoptieverdrag. De regels zijn uitgewerkt in de Wobka (Wet opneming Buitenlandse Kinderen ter Adoptie), de WCAD (Wet Conflictrecht Adoptie) en diverse andere wetten en regelingen.
De eerste groep buitenlandse kinderen ter adoptie, vooral uit Griekenland, Oostenrijk, Italië en Duitsland, kwam in de jaren zestig en het begin van de jaren zeventig Nederland binnen zonder dat een adoptieprocedure voor hen bestond. Ze hadden dus ook geen verblijfsvergunning. Nederland kon hen ook niet terugzenden en velen kregen alsnog de status van geadopteerde. Onder druk van de media en het publiek werden de standpunten van diverse ministeries, die kritisch waren over hun toelating, in de context van de toenmalige discussie over de 'immigratiegolf' herzien. Kamerdebatten in 1971 en 1972 resulteerden in een aangepaste adoptiewet die beter toegerust was voor interlandelijke adoptie.

### Adoptie van niet-Europese kinderen
Het adopteren uit niet-Europese landen kwam in opkomst toen Marjory en Jan de Hartog, die in de Verenigde Staten woonden, zich sterk maakten voor het adopteren van kinderen uit Zuid-Korea en Vietnam. De doorbraak kwam na het televisieprogramma Mies en Scène van Mies Bouwman in 1967. Na het tonen van Eva en Julia, de twee geadopteerde Koreaanse kinderen van Jan de Hartog, kwamen er honderden telefoontjes binnen om te vragen hoe men aan deze kinderen kon komen. De Hartogs opmerking, "al red je er maar één", werd een gevleugelde uitspraak. Zijn boek De Kinderen (1969) over zijn twee adoptiedochters werd voor veel adoptieouders de 'bijbel' in adoptieland. De Nederlandse wet verbood echter het adopteren van kinderen uit niet-Europese landen. Door de druk van de publieke opinie werd de wet in 1974 herzien en werd het mogelijk om kinderen uit het buitenland te adopteren. Dat was het begin van adoptie van kinderen uit ontwikkelingslanden naar Nederland.
In de jaren zeventig kwamen er met name kinderen uit Korea, Indonesië, Sri Lanka, India, Bangladesh, Libanon en verschillende Zuid-Amerikaanse landen, zoals Chili, Colombia en Peru. In de loop van de jaren tachtig sloten bepaalde 'kanalen' en nam het aantal kinderen uit andere af, en kwamen er andere kanalen voor in de plaats. In de jaren negentig nam met name adoptie van het aantal kinderen uit China toe, zoals te zien is in de grafiek.

### Cijfers

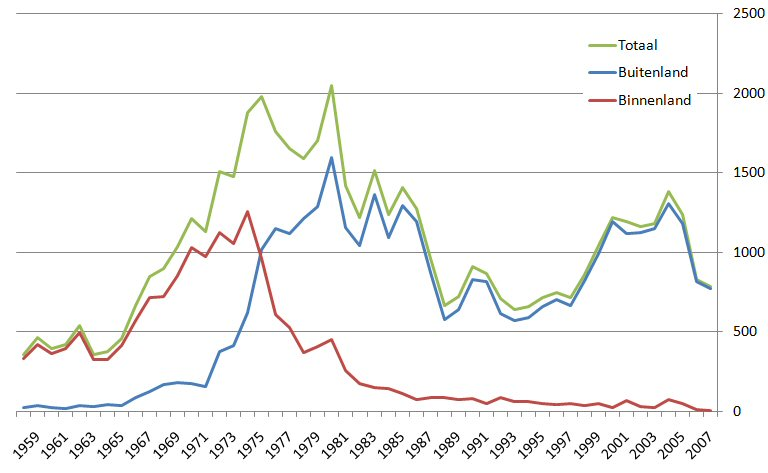
Binnenlandse en interlandelijke adopties in Nederland tussen 1956 en 2007

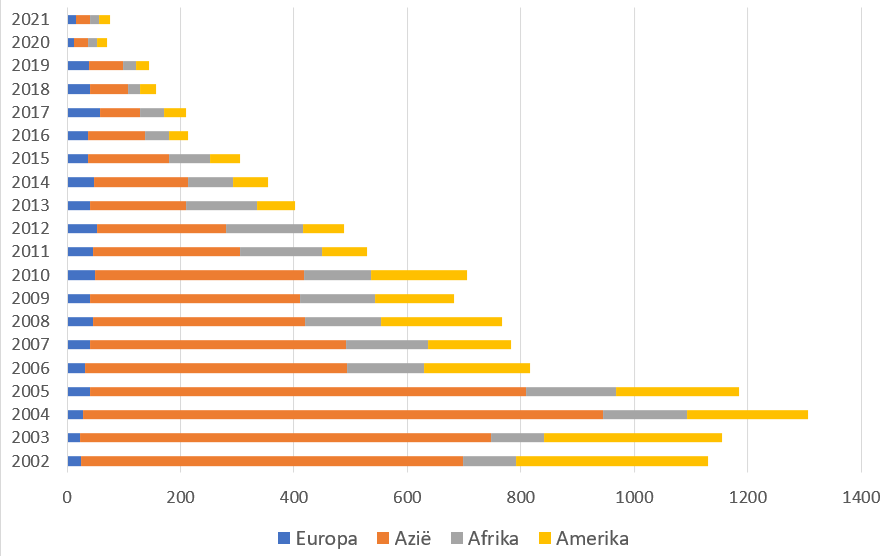
Interlandelijke adopties naar Nederland, uitgesplitst naar continent van 2002 tot 2021. Bron: FIOM

In 1974 bereikte het aantal Nederlandse adopties haar hoogtepunt met 1259 plaatsingen. Dit was tevens het moment van kentering, want in de jaren erna nam binnenlandse adoptie langzaam aan af ten faveure van adopties uit het buitenland. Mede door de mogelijkheid tot herroeping van de adoptie door Nederlandse ouders (tot 1978) weken veel echtparen die een kind wensten te adopteren uit naar het buitenland. In 1980 werden 1599 kinderen geplaatst, het hoogste aantal tot op heden. In de jaren erna nam het aantal binnenlandse adopties gestaag af tot een gemiddelde van 50 per jaar (1995-2005: range 29-76), terwijl de interlandelijke adopties toenamen tot ruim 1300 in 2004.
Vanaf 2004 daalde het aantal interlandelijke adopties weer; alleen in 2010 was er een lichte stijging door de adoptie van Haïtiaanse kinderen na de aardbeving, en in 2021 na het coronajaar 2020. In 2004 kwamen veruit de meeste adoptiekinderen uit China (800), gevolgd door Colombia (104) en Ethiopië (72). Daarna namen de adopties uit China en de meeste andere landen snel af. De grafiek hiernaast geeft een overzicht. Er kwamen met name minder kinderen onder de 24 maanden naar Nederland. Het aandeel special needs kinderen nam toe: van 60% in 2010 tot 95% in 2020. Door het bevorderen van binnenlandse pleegzorg, zorg door familieleden en projecthulp, neemt het aantal kinderen dat naar het buitenland moet om in een gezin opgevoed te kunnen worden wereldwijd af. In 2021 kwamen er, mede door de pandemie, nog maar 75 kinderen naar Nederland, de meesten uit Thailand (17), Zuid-Afrika (16), de VS (15) en Hongarije (13).

### Kinderhandel
Op 22 mei 2007 werd de Nederlandse adoptiewereld opgeschrikt doordat bekend werd dat het in Nederland wonende Indiaas geadopteerde jongetje 'Rahul' waarschijnlijk was gestolen en door een corrupt kindertehuis was voorgedragen voor buitenlandse adoptie. Uit onderzoek van Zembla is gebleken dat veel buitenlandse adopties in Nederland gebaseerd zijn op onvolledige adoptiepapieren, vervalste geboortecertificaten of gefingeerde afstandsverklaringen. De casus 'Rahul' wordt in verband gebracht met nog eens mogelijk 350 niet-legale afstandsverklaringen uit Tamil Nadu. Volgens het Ministerie van Justitie was er in 2006 sprake van minstens tien illegale pogingen om een kind uit het buitenland te adopteren.
In het najaar van 2007 liep een rechtszaak in Sri Lanka tegen een Nederlands stel dat illegaal het jongetje Milan ter adoptie naar Nederland wilde smokkelen. De autoriteiten wilden de adoptie alsnog toegestaan als ze optraden als kroongetuige in de rechtszaak tegen de kinderhandelaren. In Nederland werd het stel aangehouden wegens verdenking van valsheid in geschrifte, omdat het de toestemming van het Ministerie van Justitie om dit kind te mogen adopteren had vervalst. In hoger beroep is het stel alsnog vrijgesproken.
Mogelijk meer dan duizend vondelingen en andere kinderen in de provincie Hunan (China) zijn tussen 2002 en 2005 verkocht aan kindertehuizen. Ook zijn er ouders gedwongen om hun kind af te staan, vanwege de eenkindpolitiek. Als zij de boete niet konden betalen werden hun kinderen in een tehuis geplaatst. Een deel van deze kinderen is geadopteerd, mogelijk enkele tientallen in Nederland. De Minister van Justitie liet naar aanleiding van deze berichten onderzoek doen in China en concludeerde daaruit dat er onregelmatigheden waren voorgekomen in de adoptieprocedures in China, maar dat dit geen reden was om de adoptierelatie met China stop te zetten.

## Binnenlandse adoptie
Zoals hierboven is vermeld worden in Nederland sinds de jaren zeventig steeds minder kinderen afgestaan; op dit moment volgens FIOM slechts enkele tientallen per jaar. De afname komt doordat de opvattingen over ongehuwd moederschap veranderden, en doordat er door betere seksuele voorlichting en de legalisering van abortus veel minder ongewenste kinderen ter wereld kwamen. De procedure voor binnenlandse adoptie is vastgelegd in een protocol tussen betrokken instanties. Moeders die afstand overwegen worden begeleid door organisaties als FIOM of Siriz. Zij hebben het recht om in de eerste drie maanden na de geboorte terug te komen op hun voornemen afstand te doen. Het kind woont mede daarom die periode in een pleeggezin. Na de pleeggezinplaatsing wordt het kind in het adoptiegezin geplaatst. De afstandsmoeder mag hierbij wensen voor het gezin aangeven (bijvoorbeeld leeftijden, gezinssamenstelling, geloof). De Raad voor de Kinderbescherming probeert dit zo veel mogelijk te honoreren. Als het kind een jaar in het adoptiegezin woont (mits verzorgd door twee ouders, bij eenouderadoptie is de verzorgingstermijn drie jaar) kan de adoptie naar Nederlands recht worden aangevraagd. Tot de juridische adoptie een feit is, kan de afstandsmoeder in principe terugkomen op haar besluit tot afstand.
Aspirantouders kunnen zich niet exclusief melden voor binnenlandse adoptie; zij doorlopen dezelfde procedure als aspirantouders die een buitenlands kind willen adopteren. Wanneer bij het gezinsonderzoek door de Raad voor de Kinderbescherming blijkt dat aspirantouders geschikt zijn voor binnenlandse adoptie waarbij openheid en contact met de geboortemoeder voor kunnen komen, kunnen zij op de Nederlandse lijst geplaatst worden.

## De procedure in Nederland

### Randvoorwaarden

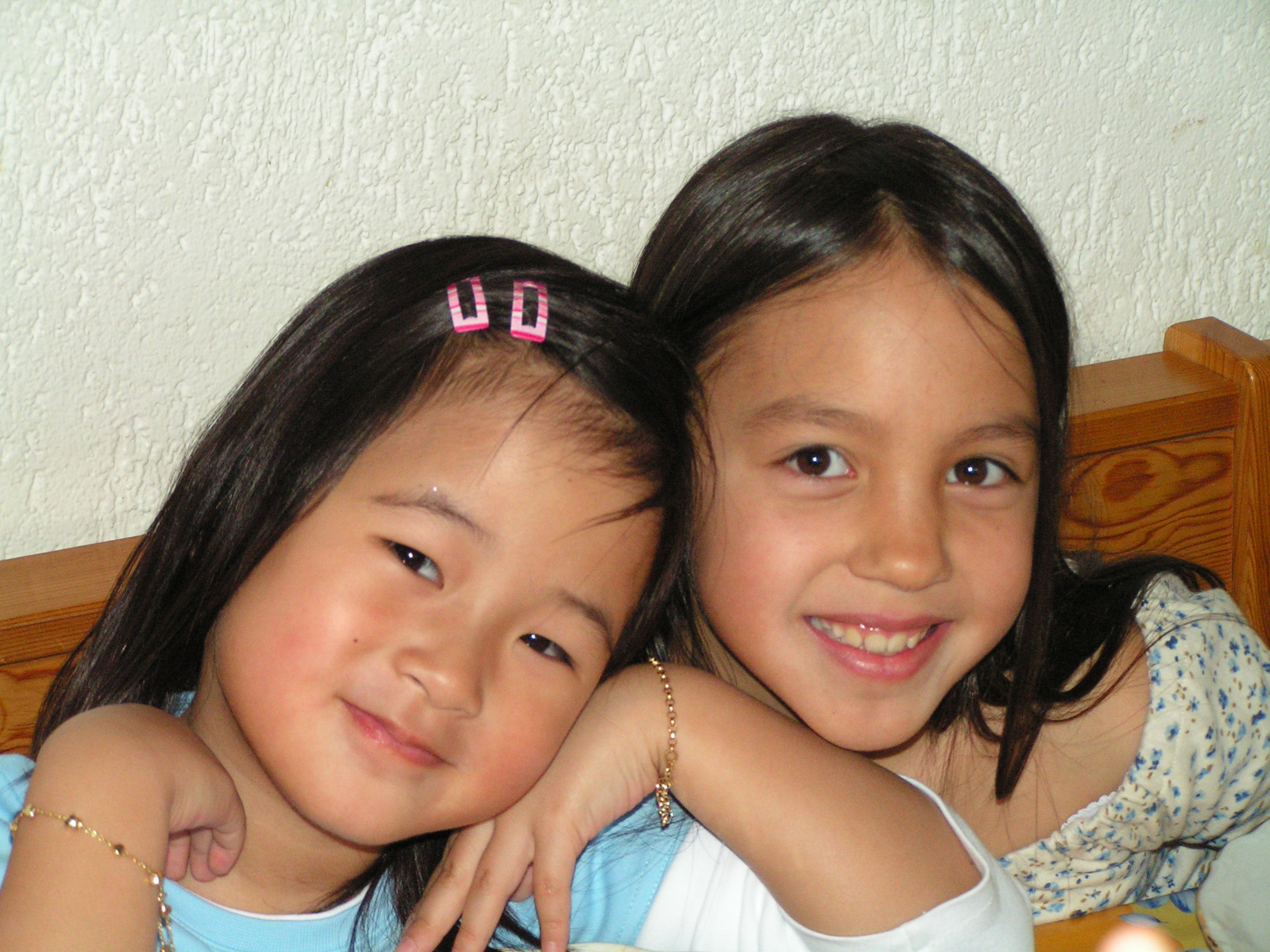
In Nederland zijn zo'n 50.000 kinderen geadopteerd, waarvan 33.000 uit het buitenland

Om de rechten van adoptiekinderen te kunnen borgen en kinderen een zo groot mogelijke kans op een goede toekomst te geven in hun nieuwe gezin, is conform het Haags Adoptieverdrag adoptie met regels en procedures omgeven. Zo zijn er regels gesteld aan de leeftijd van kinderen: adoptiekinderen mogen maximaal zes jaar oud zijn, tenzij ze tegelijkertijd met een jonger broertje of zusje worden geadopteerd. Aspirant-ouders mogen niet meer dan 40 jaar ouder zijn dan hun adoptiekind, moeten gezond zijn, een veilige omgeving kunnen bieden, voldoende inkomsten hebben, etc. Zij moeten dus in beginsel geschikt zijn voor het opvoeden en verzorgen van een kind. Bij bezwaren van potentiële adoptieouders tegen reguliere medische behandelingen zoals bij Jehova's getuigen en bevindelijk gereformeerden kunnen zij worden geweigerd als adoptieouder voor een buitenlands kind. De 'zendende' landen stellen vaak aanvullende eisen aan de aspirant-adoptieouders, bijvoorbeeld aan hun leeftijd, hun religie, hun burgerlijke staat, hun seksuele geaardheid, hun inkomen en zelfs aan hun Queteletindex (BMI).
Adoptie van een buitenlands kind is voor Nederlandse ingezetenen niet mogelijk buiten het Haags Adoptieverdrag om. Wel kunnen Nederlanders die hun gewone verblijfplaats in een ander land hebben, dus die permanent en legaal in dat andere land wonen, aldaar een kind adopteren overeenkomstig de nationale wetgeving van het woonland zonder aan de voorwaarden van het Haags Adoptieverdrag te hoeven voldoen. Dit geldt ook voor Nederlanders die omwille van een adoptie naar het herkomstland van het kind verhuizen. De voorwaarden van het Haags Adoptieverdrag zijn dan niet van toepassing. Nederland erkent, indien aan alle wettelijke voorwaarden is voldaan, de adoptie van rechtswege oftewel automatisch en het kind verkrijgt door deze adoptie automatisch het Nederlandse staatsburgerschap.

### Stappen in de procedure
De adoptieprocedure start met een aanmelding bij de Stichting Adoptievoorzieningen. Dan volgt een wachtperiode, waarna de aspirant-ouders worden opgeroepen voor de voorlichting. Alle ouders volgen zes verplichte voorlichtingsbijeenkomsten bij de Stichting Adoptievoorzieningen. Deze bijeenkomsten moeten zij zelf bekostigen. Als de voorlichting is afgerond moet de Raad voor de Kinderbescherming een advies uitbrengen aan het Ministerie van Justitie inzake de geschiktheid van de wensouders. Daartoe voert de Raad een gezinsonderzoek uit, dat wordt afgesloten met het gezinsrapport. Bij een positief advies krijgen de aspirant-adoptieouders een beginseltoestemming. Adopteren zonder een beginseltoestemming is illegaal. Als aspirant-adoptieouders in het bezit zijn van een beginseltoestemming, konden zij zich tot 2023 inschrijven bij een zogenaamde "vergunninghouder", een instantie die door het Ministerie van Justitie is gemachtigd om te bemiddelen voor interlandelijke adopties. Dat waren er toen nog vier: Wereldkinderen, Stichting Meiling, de Nederlandse Adoptie Stichting (NAS) en A New Way. Vanaf 2023 wordt slechts één organisatie verantwoordelijk voor bemiddelingsactiviteiten De Stichting Wereldkinderen mag een vergunning aanvragen voor de oprichting van die centrale bemiddelingsorganisatie.
Wanneer ouders willen adopteren uit een land waar geen contacten mee zijn, kunnen zij ervoor kiezen de adoptie zelf te regelen. Ook dan moeten zij zich tot een vergunninghouder wenden. Deze moet dan in een zogenaamde deelbemiddelingsprocedure de contacten controleren en nagaan of de procedures goed zijn doorlopen. In de praktijk blijkt dat de vergunninghouders niet goed in staat zijn deze taak uit te voeren. Hierdoor kunnen de belangen van de kinderen in kwestie worden geschaad. De Minister heeft in oktober 2008 bekendgemaakt dat hij voornemens is deze zelfdoenersroute af te schaffen, maar in juni 2009 kwam hij daarop terug na protest van onder andere de Nederlandse Vereniging tot Integratie van Homoseksualiteit COC. Het Haags Adoptieverdrag biedt niet de mogelijkheid een specifiek bekend kind te adopteren, met als gevolg dat adoptie van een familielid in het buitenland vanuit Nederland niet mogelijk is. 
Na een wachttijd krijgen de aspirant-adoptieouders een voorstel met daarin een beknopt overzicht van de medische en sociale geschiedenis van het kind. In principe worden passende ouders bij het kind gezocht, en niet andersom. Als de aspirant-ouders instemmen met het voorstel moet het Ministerie van Justitie nog toestemming verlenen en daarna mogen zij het kind meestal zelf halen. De verdere procedure is afhankelijk van het land van herkomst. Als het land het Haags Adoptieverdrag heeft getekend erkennen de Nederlandse autoriteiten de adoptie-uitspraak van de buitenlandse rechter. Deze toetst onder andere of de ouders toestemming hebben van het Ministerie van Justitie en of het kind voldoet aan de voorwaarden voor buitenlandse adoptie. In Nederland hoeft het kind dan alleen te worden ingeschreven in de Gemeentelijke Basisadministratie Persoonsgegevens. Iedereen moet voldoen aan de adoptiewetgeving van het land waar hij woonachtig is: een Nederlander die woont in het buitenland moet dus voldoen aan de daar geldende regels en buitenlanders die in Nederland wonen moeten bovengenoemde stappen doorlopen om te kunnen adopteren. Voor een Nederlander die in het buitenland zijn gewone verblijfplaats heeft en aldaar via een binnenlandse adoptie een kind aanneemt, geldt dat het Haags Adoptieverdrag niet van toepassing is en het kind vanaf de dag dat de adoptie onherroepelijk is, van rechtswege, dus automatisch, Nederlander is.

### Adoptie door stiefouders, homo's en alleenstaanden
In Nederland kunnen stiefouders het kind van hun partner adopteren als zij voor het kind een jaar of langer hebben gezorgd. Deze termijn geldt niet voor duomoeders: twee vrouwen die een relatie hebben waarvan één een kind krijgt. De stiefouder moet in alle gevallen ten minste drie jaar samenleven met de ouder. In dit geval spreekt men van stiefouderadoptie. Bij stiefouderadoptie worden de juridische banden met de oorspronkelijke familie niet verbroken.
In Nederland is het ook mogelijk voor stellen van gelijk geslacht om kinderen te adopteren. Onder het tweede paarse kabinet werd in 2000 besloten dat zij alleen kinderen uit Nederland mochten adopteren, omdat adoptielanden zoals India en Thailand alle adopties naar Nederland zouden stopzetten als de mogelijkheid bestond dat hun kinderen bij homostellen terecht zouden komen. In Nederland werden in de periode 1997-2006 jaarlijks gemiddeld maar 46 kinderen afgestaan. Met ingang van 1 januari 2009 mogen homostellen ook kinderen uit het buitenland adopteren.
Sommige landen van herkomst staan adoptie door alleenstaanden toe. Het gaat dan meestal om kinderen met een medisch probleem of kinderen ouder dan drie jaar (special needs kinderen). Eenouderadoptie is in Nederland sinds 1998 mogelijk. Partners van alleenstaanden kunnen het kind een jaar na aankomst adopteren naar Nederlands recht. Dit gaat volgens de stiefouderadoptieprocedure. Via deze route konden homostellen voor 2009 en kunnen stellen waarvan een van de partners ouder is dan 46 jaar toch kinderen uit het buitenland adopteren. In de praktijk zijn de mogelijkheden voor homo's en alleenstaanden echter zeer beperkt vanwege de voorwaarden die de zendende landen stellen aan de adoptieouders.

### Herroeping
In Nederland hebben geadopteerden het recht om via herroeping de adoptie te beëindigen na het tweede, maar voor het vijfde jaar nadat zij meerderjarig zijn geworden. De adoptiefamiliebetrekkingen houden dan op te bestaan en de familierechtelijke betrekking van voor de adoptie wordt hersteld. De rechter toetst of dat laatste wel mogelijk is.

## Bekende Nederlanders in de adoptiedriehoek

#### Afstandsouder
- Penney de Jager

#### Geadopteerden
- Johan van Arnhem
- Jody Bernal
- Carolina Dijkhuizen
- Miep Gies[37]
- Corine Hartman
- Liesbeth List[37]
- Lavinia Meijer
- Mischa Blok
- Daniël Arends
- Stephan Sanders[38]
- Maartje Scheepstra
- Maureen du Toit
- Habtamu de Hoop
- Tjaco van der Weerd

#### Adoptieouders
- Connie Breukhoven
- Jan de Hartog
- Nelleke van der Krogt
- Paul de Leeuw
- Hannes Meinkema
- Tineke de Nooij
- Gijs Wanders
- Ivo Opstelten
- Dick Schoof
- Kees van der Staaij

## Belangenbehartiging

#### Afstandsouders
- Steunpunt Afstandsmoeders

#### Adoptieouders
- AdoptieOudersOverleg (AOO)
  - Landelijke Vereniging Adoptieouders (LAVA)
  - Belangenvereniging Zelfdoeners in Adoptie (BZA)
  - Adoptievereniging de Rode Draad
  - Adoptievereniging der Gereformeerde Gezindte
  - Vereniging Protea

#### Geadopteerden
- Verleden in Zicht (binnenlands geadopteerden)
- United Adoptees International

De organisatie voor en door geadopteerden ongeacht land van herkomst:
- Stichting Interlandelijk Geadopteerden (SiG)
  - Arierang (Zuid-Korea)
  - Asalsaya (Indonesië)
  - Chicolad (Colombia)
  - Peruacha (Peru)
  - Shapla (Bangladesh)
  - DNA India (Online community voor geadopteerden uit India)
- Auntie (Nigeria)
- Desta (Ethiopië)
- Kiran (India)
- Nederlandse Vereniging voor Geadopteerden uit Sri Lanka

### WK AdoptieKids
Het WK AdoptieKids is een initiatief van twee adoptieouders. Met de doelstelling "Ontmoeten & Verbinden" wordt dit Wereld Kampioenschap voetballen sinds 2010 jaarlijks gehouden, waarbij geadopteerde jongeren tussen 5 en 23 jaar uitkomen voor het team van hun geboorteland.

## Wetenschappelijk onderzoek
In 1984 is aan de Faculteit Sociale Wetenschappen van de Rijksuniversiteit Utrecht door de Vereniging Wereldkinderen de buitengewone leerstoel voor adoptie ingesteld. Tot hoogleraar werd benoemd prof. dr. René A.C. Hoksbergen, al vanaf 1975 actief in adoptieonderzoek. Hij is in 2000 met emeritaat gegaan. De leerstoel is daarna overgenomen door de Faculteit Sociale Wetenschappen van de Universiteit Leiden en wordt daar vervuld door prof. dr. Femmie Juffer. Aan de Utrechtse faculteit wordt het onderzoek voortgezet in de afdeling Adoptie.
Het uitgangspunt in adoptie-onderzoek is de onomkeerbare gebeurtenis die heeft plaatsgevonden in de z.g. 'adoptiedriehoek' bestaande uit geadopteerde, afstandshouder(s) en adoptie-ouder(s) en de gevolgen die dat heeft in het verdere leven, met name in dat van de geadopteerde.